# Euphrosyna von Masowien
Euphrosyna (poln. Eufrozyna; * zwischen 1292 und 1294; † 26. Dezember 1327) war eine polnische Prinzessin und schlesische Fürstin. Sie entstammte dem Adelsgeschlecht der masowischen Piasten und heiratete in die schlesischen Piasten ein.

## Leben
Euphrosyna war Tochter von Herzog Bolesław II. von Masowien († 1313) und der böhmischen Prinzessin Kunigunde. Sie war Schwester von Herzog Wacław von Płock. Nach ihrem Tod wurde sie in der Krakauer Dominikanerbasilika beigesetzt.

## Ehe und Familie
Sie heiratete Wladislaus von Teschen-Auschwitz. Aus der Ehe gingen die folgenden Kinder hervor:
- Johann I. , Herzog von Teschen-Auschwitz
- Anna, Ehefrau von Tomasza Szecheny, ungarischer Herzog
- Tochter, die ins Dominikanerinnenkloster in Ratibor eintrat.